# إيجيشاوش
الملك إيجيشاوش هو الحاكم الجوتي السادس من سلالة الجوتيين في سومر والذي ورد ذكره في " قائمة الملوك السومريين " ( SKL ). عاش في أواخر الألفية الثالثة قبل الميلاد، وكان إيجيشاوش خليفة للملك إينيماباكيش . ثم خلفه في الملك يارلاغاب.
| سبقه إينيماباكيش | ملك سومر أواخر 3000 قبل الميلاد | تبعه يارلاغاب |